# Bosiłowo
Bosiłowo, (mac. Босилово) – wieś w Macedonii Północnej; 12 tys. mieszkańców (2006).